# Bernard Munyagishari
Bernard Munyagishari (Districte de Rubavu, 1959) és un ciutadà ruandès, membre de l'ètnia Hutu, buscat per la Interpol per la seva participació criminal en el Genocidi de Rwanda de 1994.
Segons el Tribunal Penal Internacional per a Rwanda, en la seva acusació de 2005, Munyagishari va cometre nombroses violacions de la Convenció de Ginebra de 1949 des del seu càrrec de comandant de l'organització paramilitar Hutu Interahamwe, en la qual va crear una unitat especial per a la violació i assassinat de les dones de l'ètnia Tutsi, igual que la massacre del Front Patriòtic Ruandès liderat per Paul Kagame.
Va ser arrestat el 26 de maig de 2011 a l'est de la República Democràtica del Congo.